# Colin Baker
Colin Baker (Londres, Inglaterra, 8 de junio de 1943) es un actor británico.

## Biografía
Nació el 8 de julio de 1943 en Londres (Inglaterra), aunque tiempo después se mudó a Mánchester.  Allí estudió en el St. Bede's College y más tarde asistió a la London Academy of Music and Dramatic Art. Su debut televisivo se produjo en 1970, cuando participó en un episodio de la serie The Adventures of Don Quick. Entre 1974 y 1976 participó en The Brothers. En 1983 apareció en Doctor Who como el comandante Maxil; su interpretación gustó tanto al productor de la serie, John Nathan-Turner, que Baker se convirtió en la sexta encarnación del protagonista en los siguientes tres años tras la marcha del actor Peter Davison. En la década de 1990 protagonizó la saga de The Stranger lanzada directamente para vídeo.

## Filmografía

### Cine
- The Harpist (1997) - Padre Rupitsch
- The Asylum (2000) - Arbuthnot
- D'Artagnan et les trois mousquetaires (2005) - Rutaford
- Back2Hell (2011, posproducción) - Wynchapel

### Televisión
- The Adventures of Don Quick (1 episodio, 1970) - rebelde
- Happy Ever After (1 episodio, 1970) - recepcionista
- No, That's Me Over Here! (2 episodios, 1970)
- Roads to Freedom (3 episodios, 1970) - Claude
- The Mind of Mr. J. G. Reeder (1 episodio, 1971) - Reigate
- Detective público (1 episodio, 1971) - empleado del ayuntamiento
- Cousin Bette (5 episodios, 1971) - conde Wenceslas Steinbock
- Now Look Here (1 episodio, 1971)
- The Moonstone (1 episodio, 1972) - comandante Frayne
- The Man Outside (1 episodio, 1972) - Glover
- Villains (1 episodio, 1972) - reportero
- Guerra y paz (4 episodios, 1972) - Anatole Kuragin
- The Edwardians (1 episodio, 1973) - Joseph Laycock
- Harriet's Back in Town (2 episodios, 1973) - Mike Baker
- Orson Welles' Great Mysteries (1 episodio, 1973) - George Barclay
- Within These Walls (1 episodio, 1974) - David Jenkins
- The Carnforth Practice (1 episodio, 1974) - Bob Anderson
- La caída de las águilas (2 episodios, 1974) - príncipe Willie
- The Brothers (46 episodios, 1974-1976) - Paul Merroney
- Doctors and Nurses (1 episodio, 1979) - Sr. Bennett
- Los siete de Blake (1 episodio, 1980) - Bayban
- For Maddie with Love (1980)
- Dangerous Davies: The Last Detective (1981) - William Lind
- Juliet Bravo (1 episodio, 1982) - Frankie Miller
- La ciudadela (1 episodio, 1983) - Sr. Vaughan
- Doctor Who (35 episodios, 1983-1986) - comandante Maxil y el Doctor
- Swallows and Amazons Forever!: Coot Club (1984) - Dr. Dudgeon
- Swallows and Amazons Forever!: The Big Six (1984) - Dr. Dudgeon
- Jim'll Fix It (1 episodio, 1985) - el Doctor
- Roland Rat: The Series (1 episodio, 1986) - Doctor Who
- Casualty (2 episodios, 1989-1998) - David Vincent y Colin Miles
- Harry's Mad (1 episodio, 1995) - Sr. Perkins
- Los cinco (2 episodios, 1997) - falso Sr. Brent
- Jonathan Creek (1 episodio, 1997) - Hedley Shale
- The Knock (4 episodios, 1997) - Donald Dewhurst
- A Dance to the Music of Time (1 episodio, 1997) - Canon Fenneau
- Policía de barrio (1 episodio, 1997) - William Guthrie
- The Waiting Time (1999) - Giles Fleming
- Dangerfield (1 episodio, 1999) - Vicar
- Hollyoaks (1 episodio, 2000) - el juez
- Time Gentlemen Please (1 episodio, 2000) - profesor Baker
- Doctors (3 episodios, 2001-2009) - profesor Claybourne Jarvis, Charles Dillon y Jack Howard
- Top Gear (1 episodio, 2003) - el Doctor
- Sunburn (1 episodio, 1999) - John Buchanan
- The Impressionable Jon Culshaw (1 episodio, 2004) - Sr. Allen
- The Afternoon Play (1 episodio, 2006) - juez
- Kingdom (1 episodio, 2009) - Sr. Dodds
- La movida (1 episodio, 2010) - Phil

### Video
- Myth Makers Vol. 19: Colin Baker (1989)
- Cybermen: The Early Years (1992) - presentador
- Summoned by Shadows (1992) - The Stranger
- More Than a Messiah (1992) - The Stranger
- The Stranger: In Memory Alone (1993) - The Stranger
- The Airzone Solution (1993) - Arnold Davies
- Doctor Who: Dimensions in Time (1993) - el Doctor
- The Zero Imperative (1994) - Peter Russell
- The Stranger: The Terror Game (1994) - The Stranger/Soloman
- Breach of the Peace (1994) - The Stranger/Soloman
- Eye of the Beholder (1995) - The Stranger/Soloman
- Soul's Ark (1999) - Galico
- The Adventures of Young Indiana Jones: Daredevils of the Desert (1999) - Harry George Chauvel
- TravelWise (2000) - Jonathan

### Videojuegos
- Destiny of the Doctors (1998) - el Doctor (voz)